# Shawn Ashmore
Pour les articles homonymes, voir Ashmore.
Shawn Ashmore est un acteur canadien né le 7 octobre 1979 à Richmond en Colombie-Britannique.
Il se fait connaître grâce à la franchise X-Men (2000-2014) où il interprète le rôle du mutant Bobby Drake / Iceberg. Il incarne également Jack Joyce dans le jeu vidéo Quantum Break (2016) et Conrad dans le jeu vidéo Man of Medan (2019).
Il a un frère jumeau, Aaron Ashmore, également acteur.

## Biographie

### Jeunesse et formation
Shawn  Robert Ashmore naît le 7 octobre 1979 à Richmond, en Colombie-Britannique. Son père, Rick Ashmore, est ingénieur en fabrication, sa mère, Linda Davis, femme au foyer. Il a un frère jumeau, Aaron, également acteur.
Il grandit à Saint-Albert (Alberta) et à Brampton (Ontario), où il fréquente la Earnscliffe Senior Public School (en) et la Turner Fenton Secondary School (en).

### Carrière

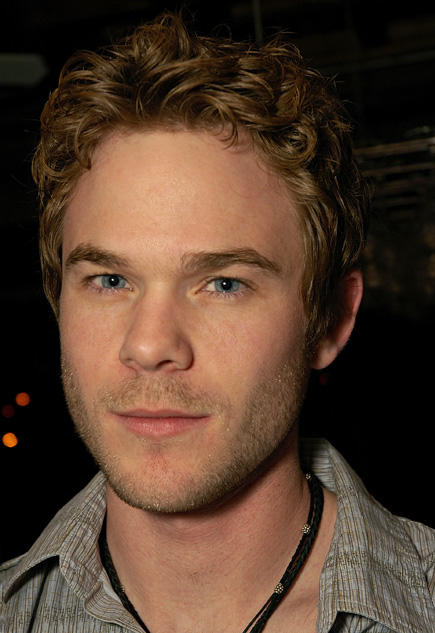
Shawn Ashmore en 2010.

Shawn Ashmore commence sa carrière d'acteur en 1991 dans le film Pour le meilleur et pour le rire d'Arthur Hiller.
En 1998, il joue, avec Kirsten Dunst, dans Les filles font la loi. Mais ce n'est que deux ans plus tard, qu'il se fait remarquer avec le rôle d'Iceberg dans X-Men et ses suites X-Men 2 (2003) et X-Men : L'Affrontement final (2006). Il  reprend également son rôle dans la série d'animation Super Hero Squad, ainsi que dans X-Men, le jeu officiel.
En 2001 et 2003, il joue le rôle d'Eric Summers dans deux épisodes de Smallville, série dans laquelle son frère interprète Jimmy Olsen. 
En 2011, il joue dans le film de guerre apocalyptique The Day aux côtés de Dominic Monaghan, Michael Eklund, Shannyn Sossamon et Ashley Bell.
De 2013 à 2015, il tient un rôle secondaire dans la série Following avec Kevin Bacon, Jessica Stroup et James Purefoy.
En 2014, il reprend pour la dernière fois son rôle d'Iceberg dans le film X-Men: Days of Future Past qui mélange les acteurs de la trilogie X-Men et ceux apparus en 2011 dans le film préquel X-Men : Le Commencement.
En avril 2016, il apparaît dans Quantum Break, un jeu vidéo de tir développé par Remedy Entertainment et publié par Microsoft Studios dans lequel il prête sa voix et son jeu (par capture de mouvement) au personnage principal, Jack Joyce.
D'octobre 2016 à janvier 2017, il joue le rôle de Sam Spencer dans le drame juridique Conviction, aux côtés d'Hayley Hatwell.
En 2017, il joue dans le film Enlèvement (Devil's Gate) avec Amanda Schull et Milo Ventimiglia. L'année suivante, il a comme partenaires Bruce Willis et Sophia Bush dans Acts of Violence.
Depuis 2018, il est présent avec Nathan Fillion dans la série The Rookie : Le Flic de Los Angeles.
En 2020, il joue dans le film Darkeness Falls de Julien Seri. Il apparaît également dans la deuxième saison de la série The Boys, d'après le comics de Garth Ennis et Darick Robertson. Dans cette satire des histoires de super-héros, l'acteur tient le rôle de Lamplighter, un ancien membre des Sept. Son rôle fait directement écho à celui qu'il tient dans la franchise X-Men, puisque son personnage a la faculté de contrôler le feu.
En 2021, il porte le film d'horreur Aftermath avec l'actrice Ashley Green.
Sept ans après Quantum Break, l'acteur est annoncé en août 2023 dans le rôle du shérif Tim Breaker dans le jeu vidéo Alan Wake 2, nouvelle production du studio Remedy qui doit sortir en novembre de la même année.

### Vie privée
Entre 2004 et 2006, Shawn Ashmore a été en couple avec l'actrice américaine Michelle Trachtenberg.
Depuis 2010, il est en couple avec Dana Renee Wasdin, rencontré sur le tournage de Frozen, dont elle était assistante réalisatrice. Le couple se fiance en octobre 2011, puis se marie le 27 juillet 2012 en Californie. Leur fils, Oliver, naît le 19 juillet 2017.

## Filmographie

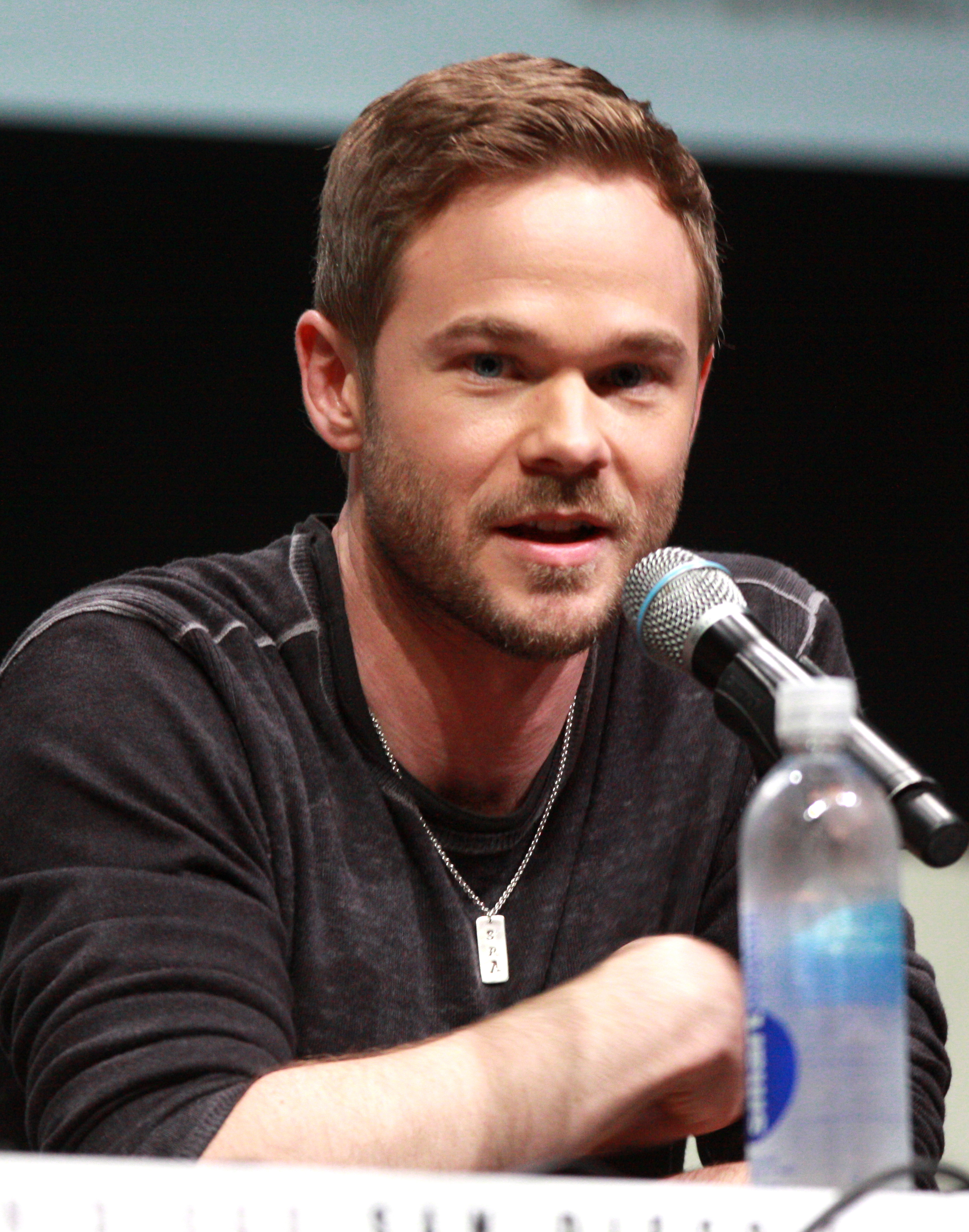
Shawn Ashmore au Comic-Con 2013.

### Cinéma
- 1991 : Pour le meilleur et pour le rire (Married to It) d'Arthur Hiller : l'étudiant à la pompe
- 1998 : Les filles font la loi (Strike !) de Sarah Kernochan : le photographe
- 2000 : X-Men de Bryan Singer : Robert « Bobby » Drake / Iceberg
- 2002 : Past Present, court métrage de Graeme Lynch : le lycéen
- 2003 : X-Men 2 de Bryan Singer : Robert « Bobby » Drake / Iceberg
- 2005 : Underclassman de Marcos Siega : Rob Donovan
- 2005 : 3 Needles de Thom Fitzgerald : Denys, acteur porno
- 2006 : The Quiet de Jamie Babbit : Connor
- 2006 : X-Men : L'Affrontement final (X-Men : The Last Stand) de Brett Ratner : Robert « Bobby » Drake / Iceberg
- 2008 : Les Ruines (The Ruins) de Carter Smith : Eric
- 2008 : Solstice de Daniel Myrick : Christian
- 2010 : Frozen d'Adam Green : Lynch
- 2010 : Butcher 2 de Adam Green : Le pêcheur
- 2011 : Mother's Day de Darren Lynn Bousman : George Barnum
- 2011 : The Day de Douglas Aarniokoski : Adam
- 2012 : The Forest de Darren Lynn Bousman : Dale
- 2012 : Mariachi Gringo de Tom Gustafson : Edward
- 2012 : Already Gone, court métrage de Ross Ching : Jude Mulvey
- 2013 : Breaking the Girls de Jamie Babbit : Eric Nolan
- 2014 : X-Men : Days of Future Past de Bryan Singer : Robert « Bobby » Drake / Iceberg
- 2017 : Enlèvement (Devil's Gate) de Clay Staub : Conrad « Colt » Salter
- 2018 : Acts of Violence de Brett Donowho : Brandon
- 2020 : Darkeness Falls de Julien Seri : l'inspecteur Jeff Anderson
- 2020 : The Free Fall d'Adam Stilwell : Nick
- 2021 : Aftermath de Peter Whinter : Kevin Dadich

### Télévision

#### Téléfilms
- 1993 : Les Cendres de la gloire (Gross Misconduct: The Life of Brian Spencer) d'Atom Egoyan : Brian « Spinner » Spencer jeune
- 1994 : Guitarman de Will Dixon : Waylon Tibbins
- 1995 : Long Island Fever de Stephen Surjik : Donny
- 1997 : Any Mother's Son de David Burton Morris : Billy
- 1997 : Qui a tué ma meilleure amie ? (Melanie Darrow) de Gary Nelson : David Abbott
- 1997 : Promise the Moon de Ken Jubenvill : Leviatus Bennett
- 1999 : À la merci d'un tueur (At the Mercy of a Stranger) de Graeme Campbell : Danny
- 2001 : Seuls dans le noir (Blackout) de James Keach : le premier fils
- 2001 : The Big House de Lesli Linka Glatter : Trevor Brewster
- 2001 : Wolf Girl de Thom Fitzgerald : Beau
- 2002 : Cadet Kelly de Larry Shaw : Brad Rigby
- 2005 : Terry de Don McBrearty : Terry Fox
- 2009 : Diverted d'Alex Chapple : Mike Stiven

#### Séries télévisées
- 1992 : Ray Bradbury présente (The Ray Bradbury Theater) : Charlie
- 1997 : Chahut au bahut (Flash Forward) : Gord
- 1997 : Fast Track de Gary Markowitz : Chandler jeune
- 1999 : The City : Tyler
- 1999 : Real Kids, Real Adventures : Aaron Hall
- 1999 : Animorphs : Jake Berenson
- 2000 : Invasion planète Terre (Earth : Final Conflict) : Max
- 2000 : Jett Jackson (The Famous Jett Jackson) : Chet
- 2001 : Unité 156 (In a Heartbeat) : Tyler Connell
- 2001 : Au-delà du réel (The Outer Limits) : Morris Shottwell
- 2004 : La Prophétie du sorcier (Legend of Earthsea) : Ged
- 2010 : Fringe : Joshua Rose (saison 3, épisode 5)
- 2010 : Bloodletting and Miraculous Cures : Fitz
- 2013-2015 : Following : l'agent Mike Weston (45 épisodes)
- 2016 : Quantum Break : Jack Joyce
- 2016 : Relationship Status d' Elizabeth Allen : Ben (3 épisodes)
- 2016 : 2017 : Conviction : Sam Spencer (13 épisodes)
- 2017 : S.W.A.T. : Liam (saison 2, épisode 9)
- depuis 2018 : The Rookie : Le Flic de Los Angeles (The Rookie) : Wesley Evers (67 épisodes - en cours)
- 2020 : The Boys : « le porteur de lampes » / « la torche » (saison 2)
- 2022 : The Rookie: Feds : Wesley Evers (saison 1, épisode 8)

### Jeux vidéo
- 2006 : X-Men, le jeu officiel : Bobby Drake / Iceberg
- 2016 : Quantum Break : Jack Joyce
- 2019 : The Dark Pictures Anthology: Man of Medan : Conrad
- 2023 : Alan Wake 2 : le shérif Tim Breaker
- 2024 : Sons of the Forest : Timmy Leblanc

## Distinctions

### Récompenses
- Festival international indépendant du film et de la vidéo de New York 2002 : Meilleur acteur pour Past Present
- MTV Movie Awards 2004 : Interprétation masculine remarquable pour X-Men 2
- Leo Awards 2005 : Meilleure interprétation masculine pour La Prophétie du sorcier

### Nominations
- Prix Gemini 1995 : Meilleure interprétation dans un programme ou une série pour enfants ou jeunes pour Guitarman
- Saturn Awards 2003 pour X-Men 2
- Teen Choice Awards 2003 : Meilleure alchimie dans un film pour X-Men 2 (partagé avec Anna Paquin)
- MTV Movie Awards 2004: Meilleur baiser pour X-Men 2 (partagé avec Anna Paquin)
- Prix Gemini 2006 : Meilleure acteur principal dans une émission dramatique ou une mini-série pour Terry

## Voix francophones
En version française, Shawn Ashmore est doublé entre 2000 et 2016 par Patrick Mancini dans X-Men, La Prophétie du sorcier, The Quiet, Frozen, Mother's Day et Quantum Break. Parallèlement, l'acteur est doublé dans les années 2000 par Hervé Rey dans Smallville, Alexis Tomassian dans Cadet Kelly et Damien Ferrette dans Les Ruines.
Jean-Christophe Dollé le double entre 2013 et 2018 dans Following, Conviction et S.W.A.T. tandis que Damien Witecka le double dans Aftermath et depuis la saison 6 de The Rookie. Depuis 2018, l'acteur est doublé par Brieuc Lemaire dans Acts of Violence, Nicolas Matthys dans Into the Dark, Matyas Simon dans les saisons 1 à 4 de The Rookie, Sylvain Agaësse dans The Boys et Fabrice Trojani dans la saison 5 de The Rookie.

## Anecdotes
Shawn et Aaron Ashmore ont tous les deux un tatouage « GMA » sur un poignet qui signifie « Good Man Ashmore ». Leur grand-père avait un tatouage similaire[réf. nécessaire].